# Paul Genevay
Paul Louis Marcel Genevay (La Côte-Saint-André, 21 gennaio 1939 – Bourgoin-Jallieu, 11 marzo 2022) è stato un velocista francese.

## Palmarès
- Giochi olimpici

Tokyo 1964: bronzo nella staffetta 4×100 metri.
- Giochi del Mediterraneo

Beirut 1959: oro nei 200 metri, oro nella staffetta 4×100 metri, argento nei 100 metri.